# Ильичи (Гомельская область)
Ильичи (бел. Ил’ічы) — упразднённая деревня в Чемерисском сельсовете Брагинского района Гомельской области Беларуси.

## География
В 9 км на юго-запад от Брагина, 27 км от железнодорожной станции Хойники (на ветке Василевичи — Хойники от линии Калинковичи — Гомель), 129 км от Гомеля.
Поблизости есть месторождения глины.

## История
По письменным источникам известна с XVI века как хутор Ильичи в Брагинской волости, во владении князя Вишневецкого, во 2-й половине XVII века перешла к Конецпольским. После 2-го раздела Речи Посполитой (1793 год) в составе Российской империи. В 1811 году упомянута как деревня в Речицком уезде Минской губернии, владение графа Рафайлова. В 1850 году владение графини Ракицкой. В 1897 году располагались часовня, ветряная мельница, кузница, в Брагинской волости.
В 1931 году организован колхоз «Ильич», работали ветряная мельница (с 1915 года), кузница и шерстечесальня. В 1959 году входила в состав колхоза имени М. И. Калинина (центр — деревня Глуховичи).
До 18 марта 2005 года в Сперижском сельсовете (затем переименован в Дублинский сельсовет). До 31 октября 2006 года в составе Дублинского сельсовета.
20 августа 2008 года деревня упразднена.

## Население
После Чернобыльской катастрофы и радиационного загрязнения жители (122 семьи) переселены в 1986 году в чистые места.
Динамика
- 1850 год — 25 дворов, 172 жителя
- 1897 год — 43 двора, 351 житель (согласно переписи)
- 1908 год — 60 дворов, 398 жителей
- 1930 год — 68 дворов, 403 жителя
- 1959 год — 529 жителей (согласно переписи)
- 1986 год — жители (122 семьи) переселены

## Транспортная система
Транспортные связи по просёлочной, затем автодороге Комарин — Брагин. Планировка состоит из прямолинейной улицы, близкой к широтной ориентации, к которой на востоке и западе присоединяются 2 короткие прямолинейные улицы. Застройка деревянными домами усадебного типа.